# Athetis nigra
Athetis nigra là một loài bướm đêm trong họ Noctuidae.